# 熊本市教育委員会
熊本市教育委員会（くまもとしきょういくいいんかい）は、熊本県熊本市中央区手取本町1番1号に拠点を置く、熊本市の組織。熊本市内の教育に関連した調査などを行う行政委員会である。

## 概要
組織は教育総務部・学校教育部・生涯学習部などに分かれており、それぞれの部門には教育政策課・施設課・学務課・教職員課・総合支援課・指導課・健康教育課・人権教育指導室・生涯学習課・金峰山少年自然の家・文化財課・社会体育課・中央公民館・熊本市立公民館・熊本市子ども文化会館・教育センター・熊本市立図書館・熊本市立熊本博物館ほか、業務によって課などに分けられている。
教育委員会会議の開催のほか、いじめへの対策として意識調査を実施、さらに学校の合併や新設などを行っている。
2020年4月1日付で、体罰対策の強化（体罰や暴言等を認定するに当たって、より客観性・公平性を担保する）を目的に、教育委員会の附属機関として「熊本市体罰等審議会」を設置。

## 委員
任期4年で、6名（教育長を含む）。2014年頃は教育長・委員長を含む5人だった。2020年4月現在の委員は以下のとおり。
- 教育長: 遠藤洋路（えんどう ひろみち、2017年委員就任。任期2021.12.15 - 2024.12.14）[3]
- 委員・教育長職務代理者: 泉薫子（いずみ かおるこ、2010年委員就任。任期2018.4.1 - 2021.3.31）
- 委員: 出川聖尚子（でがわ りさこ、2015年就任。任期2019.9.26 - 2024.9.25）
- 委員: 小屋松徹彦（こやまつ てつひこ、2016年就任。任期2020.10.2 - 2024.10.1）
- 委員: 西山忠男（にしやま ただお、2016年就任。任期2020.10.2 - 2024.10.1）
- 委員: 苫野一徳（とまの いっとく、2019年就任。任期2020.4.1 - 2024.3.31）[4]